# Buckinghamia
- Commons
- Wikispecies

Buckinghamia é um género botânico pertencente à família Proteaceae.